# Musée des Cultures européennes
Le musée des Cultures européennes (allemand : Museum Europäischer Kulturen) - Musées d'État de Berlin - Fondation du patrimoine culturel prussien - est issu de l'unification du département Europe du musée d'Ethnographie de Berlin et du musée du Folklore de Berlin en 1999. Le musée met l'accent sur l'Europe dans le monde et la culture européenne, principalement en Allemagne, du XVIIIe siècle à aujourd'hui.
Le musée, avec le Musée ethnologique de Berlin et le musée d'Art asiatique, est situé dans les musées de Dahlem. Le bâtiment est nommé d'après l'architecte Bruno Paul (1874-1968) et est situé dans le quartier moderne de Steglitz-Zehlendorf. Les salles d'exposition du musée occupent le bâtiment le plus ancien des musées de Dahlem.